# Christopher Gabriel
Christopher James Gabriel más conocido como Christopher Gabriel (nacido el 19 de diciembre de 1988 en Ciudad del Cabo) es un baloncestista sudafricano que actualmente juega en el Real Canoe de la Liga LEB Oro y es internacional con la Selección de baloncesto de Sudáfrica. Con 2,10 de estatura, juega en las posiciones de ala-pívot.

## Trayectoria deportiva
Se formó durante una temporada con los New Mexico State Aggies (2008-2009) y otras dos temporadas en la NCAA jugando con los San Diego Toreros (2010-2012). Tras no ser drafteado en 2012, debutaría como profesional en Eslovenia en las filas del Hopsi Polzela de la 1. A slovenska košarkarska liga con el que jugaría 24 partidos durante de la temporada 2013-2014.
En 2014 se marcha a Dinamarca para jugar en las filas del Team FOG Naestved, club en el que estaría hasta 2018.
En diciembre de 2018, se incorpora al Real Canoe Natación Club Baloncesto Masculino hasta el final de temporada para hacer su debut en Liga LEB Oro.

## Internacional
Internacional con la Selección de baloncesto de Sudáfrica, en la que debutó en 2009 en el Afrobasket.